# Pâmela Nogueira
Pâmela Imbico Nogueira (Rio de Janeiro, 17 de julho de 1988) é uma nadadora sincronizada brasileira.
Atualmente compete pelo Tijuca Tênis Clube e integrou a Seleção do Brasil que terminou em 6º nos Jogos Olímpicos 2016, no Rio de Janeiro. Também fez parte da equipe nacional campeã sul-americana 2012 nas categorias Equipe e Rotina Combinada, e bronze nos Jogos Pan-Americanos do Rio de Janeiro, em 2007, além de ter disputado o Campeonato Mundial de Esportes Aquáticos de 2011, em Xangai, na China.

## Carreira
Pâmela começou no nado sincronizado quando tinha 11 anos de idade, na escolinha do Tijuca Tênis Clube, na zona norte do Rio de Janeiro. Logo foi chamada para a equipe do clube. Em 2002, a atleta passou a fazer parte da seleção carioca, tornando-se campeã brasileira por equipe em 2002, e vice-campeã em 2003. No mesmo ano, Pâmela foi convocada para a Seleção Brasileira Juvenil, dando inicio a uma trajetória de sucesso nas categorias da Seleção Brasileira de Nado Sincronizado. Hoje é a atleta mais experiente a integrar a seleção nacional, por 10 anos ininterruptos.
Faturou a medalha de bronze em equipes no Aberto de Nado Sincronizado do Rio de Janeiro, no Parque Aquático Maria Lenk. Participou de campeonatos com a seleção brasileira como a 13ª Copa do Mundo FINA de Nado Sincronizado, em Quebec - 2014; Campeonato Sul-Americano 2014; e Festival Deportivo Pan-Americano 2014.
Pâmela Nogueira competiu nos Jogos Olímpicos de 2016; com a equipe ela ficou em 6º lugar, com 171.9985 pontos.